# Dichapetalum cymulosum
Dichapetalum cymulosum är en tvåhjärtbladig växtart som först beskrevs av Daniel Oliver, och fick sitt nu gällande namn av Adolf Engler. Dichapetalum cymulosum ingår i släktet Dichapetalum och familjen Dichapetalaceae. Inga underarter finns listade i Catalogue of Life.